# 詹建俊
詹建俊（1931年1月12日—2023年1月11日），男，滿族，遼寧蓋平縣人，中国畫家，教育家，歷任中央美術學院教授、中國油畫學會名譽主席、中國國家畫院油畫院院長、歐洲科學院客座院士、中國美術家協會副主席，並曾任中國人民政治協商會議第八、九屆全國委員。師從徐悲鴻、艾中信、羅工柳。詹建俊是中國油畫界中早期對油畫的現代性元素行進研究及探索的畫家，是中國二十世紀美術史具代表性的人物。

## 生平
詹建俊1953年本科畢業於中央美術學院繪畫系，1955年研究生畢業於中央美術學院彩墨系，並於1957年畢業於蘇聯油畫大師馬克西莫夫（俄文：Константин Мефодьевич Макси́мов）油畫訓練班。詹建俊自1957始在中央美術學院任教。
詹建俊的畢業作品《起家》（1957）參加了「世界青年聯歡節」的美術展覽，並獲得「世界青年聯歡節國際美術競賽」銅獎，在當時的中國獲得了巨大的反響。
在1960年代初，詹建俊到了新疆寫生，創作了一批描繪新疆風景和人物的作品。從此詹建俊就著手於比較現代的探索，創作的作品特點是畫面單純、平面化，色彩飽滿強烈，具有很強的形式感。

## 作品

《沙丘上的胡楊林》 1988年 畫布油畫 120×90cm 詹建俊代表作之一

詹建俊的作品中常見的題材包括新疆的風景和人物、馬、沙漠上的胡楊樹、岩石和瀑布等。這些系列的代表作包括《沙丘上的胡楊林》（1988）、《紅雲》（1997）等。
《狼牙山五壯士》（1959）是詹建俊的重要作品之一，現由中國國家博物館收藏。
《高原的歌》（1979）、《鷹之鄉》（1979）和《潮》（1984）由中國美術館收藏。
詹建俊新疆人物系列的油畫《飛雪》（1988）於2013年6月25日在北京華寶盈的春季拍賣會上以1980萬元人民幣成交。 詹建俊新疆人物系列的另一經典是1987年的《綠野》，畫中的主角是詹建俊以大寫意筆觸塑造的塔吉克姑娘。

## 評價
詹建俊的同期同學、中央美術學院院長靳尚誼曾評價道：「詹建俊在教學上也是非常嚴謹的，這和他的人品也是一致的：嚴謹、規範、理性，又不失豪邁和浪漫。做人的風格和畫畫的風格，在詹先生身上是統一的…… 他上世紀七八十年代的作品極大地推動了油畫的發展，後來隨著社會的變遷和「八五」新潮之後，中國油畫已經具有日益成熟的獨立性。現在他作為中國油畫學會主席，他的藝術主張和在作品評審上對新人的提攜等方面有力地支持著中國油畫的前進。」
美術評論家水天中：「詹建俊是二十世紀後期中國畫壇的代表性畫家。他在油畫作品中所表現的磅礴大氣，成為一種時代精神的表徵。詹建俊的生活、藝術與20世紀中國社會變遷緊密相扣，他的藝術道路反映著這一歷史時期中國藝術家曲折前進中的各種問題和各種業績。如果沒有詹建俊在創作和教學中倡導的那種寓於抒情性的精神力度，人們看到的中國油畫也許將是另一種景象。」
中國藝術研究院研究員王鏞：「詹建俊的油畫首先以大氣勢的構圖取勝。董希文曾經贊賞說：「詹建俊的畫就是一個「大」字。」可能指的就是他構圖的大氣勢。他的油畫作品不論是人物畫還是風景畫，也不論畫幅的尺寸大小，氣勢都很大。」

## 學生
- 楊飛雲
- 王沂東
- 孙立新
- 陳丹青
- 徐冰
- 劉小東